# Annette Sabersky
Annette Sabersky (* 1964) ist eine deutsche freie Fachjournalistin und Sachbuchautorin. In dem Großteil ihrer Veröffentlichungen setzt sie sich kritisch mit der Nahrungsmittelindustrie und deren Produkten auseinander.

## Leben
Annette Sabersky besuchte das Gymnasium Willhöden in Hamburg-Blankenese, wo sie 1983 das Abitur ablegte. Anschließend studierte sie Ernährungs- und Haushaltswissenschaften mit dem Abschluss als Diplom-Ökotrophologin (Dipl.oec.troph.). Daran schloss sich ein Volontariat bei einem Fachmagazin für Gesundheit an.
Als Redakteurin war sie fünf Jahre beim Verbrauchermagazin Öko-Test angestellt. Als freie Autorin ist sie auch heute noch für dieses Magazin tätig, aber auch für andere Zeitschriften wie Biohandel, Greenpeace Magazin, eathealthy, Testbild, Schrot & Korn Naturkostmagazin sowie für die Buchverlage Heyne und Südwest.
Sie ist Mitglied im Deutschen Journalisten-Verband (DJV).
In ihren Büchern setzt sich Annette Sabersky kritisch mit der Nahrungsmittelindustrie und deren Produkten auseinander und überträgt wissenschaftliche Erkenntnisse in praxisnahe Empfehlungen für die Verbraucher. Zu ihren bekanntesten Büchern gehören Bio drauf, Bio drin. Echte Bioqualität erkennen und Biofallen vermeiden (Südwest 2006 und 2013), der Bestseller Die großen Ernährungslügen. Essen mit Nebenwirkungen (2007), Versteckte Dickmacher. Wie die Nahrungsmittelindustrie uns süchtig macht (2009), Die Qualitätslüge. Einkaufen mit Nebenwirkungen (2009), Echte Wurst hat kein Gesicht. Wie Kinder wieder Spaß an gutem Essen finden (2014) und Mit Vorsicht zu genießen. Essen mit Nebenwirkungen, die sie überwiegend gemeinsam mit dem Wissenschaftsjournalisten Jörg Zittlau recherchierte und schrieb.
Im Januar 2013 gründete Annette Sabersky den Testblog www.Bio-Food-Tester.de. Darin bewertet sie wöchentlich neue und interessante Bio-Lebensmittel. Für Magazine testet sie zudem Lebensmittel und Getränke aller Art; in Vorträgen berichtet sie über die Ergebnisse.
Neben einer Reihe von Kochbüchern für verschiedene Verlage ist sie nicht zuletzt mit ihren Eltern-Ratgebern Wie ist das denn beim ersten Kind? Alles, was werdende Eltern wissen wollen bekannt geworden (2010). Darin beschreibt sie ungeschminkt über Freud und Leid des Elternwerdens. Zuletzt erschien zu diesem Thema ihr Buch Freiheit für Mama. Es muss im Leben noch was anderes geben (2012). Hier zeigt sie, wie sich Mütter mit kleinen Kindern Freiräume schaffen, um im Alltag und seinen zahllosen Beanspruchungen auch bei sich zu bleiben.
2021 erhielt Annette Sabersky den Journalistenpreis der Deutschen Gesellschaft für Ernährung (DGE).
Sie ist Mutter von zwei Kindern und lebt in der Nähe von Hamburg.

## Schriften
- "Mit Vorsicht zu genießen. Essen mit Nebenwirkungen". Heyne, München 2015, ISBN 978-3-453-60327-1.
- "Hausmittel für Kinder", Südwest, München 2014, ISBN 978-3-517-08994-2.
- "Echte Wurst hat kein Gesicht. Wie Kinder wieder Spaß an gutem Essen finden". Heyne, München 2013, ISBN 978-3-453-60268-7.
- Bio drauf – Bio drin? Echte Bioqualität erkennen und Biofallen vermeiden. Südwest, München 2013, ISBN 978-3-517-08859-4.
- mit ((Jörg Zittlau)): „Echte Wurst braucht kein Gesicht.“ Wie Kinder wieder Spaß an gutem Essen finden. Heyne, 2013, ISBN 978-3-453-60268-7.
- Freiheit für Mama. Es muss im Leben noch was anderes geben. Heyne, München 2012, ISBN 978-3-453-60207-6.
- mit Hans-Ulrich Grimm: Mund auf, Augen auf! Der Ernährungsberater für Eltern und Kinder. Knaur, München 2002 (Aktualisierte Taschenbuchausgabe: München 2005 unter dem Titel Die Wahrheit über Käpt’n Iglo und die Fruchtzwerge, ISBN 978-3-426-77777-0).
- Was isst du denn da? Lexikon der gesunden und ungesunden Kinderernährung. Urania, Stuttgart 2005, ISBN 978-3-332-01613-0.
- Das große Allergie-Lexikon. Die wichtigsten Allergene und Beschwerden von A–Z. Urania, Stuttgart 2006, ISBN 978-3-332-01783-0.
- Gesunder Genuss für Mutter und Baby. Lexikon der Ernährung in Schwangerschaft und Stillzeit. Urania, Stuttgart 2007, ISBN 978-3-332-01974-2.
- mit Jörg Zittlau: Die großen Ernährungslügen. Essen mit Nebenwirkungen. Knaur, München 2007, ISBN 978-3-426-78002-2.
- Diät! 99 verblüffende Tatsachen. Fakten statt Mythen. Das Diät-Drama und seine Akteure durchschauen. TRIAS, Stuttgart 2008, ISBN 978-3-8304-3429-0.
- mit Karin Vogelsberg: My body is perfect. In: Öko-Test kompakt, Ernährung & Genuss. Nr. 7. Öko-Test, Frankfurt am Main 2008.
- Functional Food: 99 verblüffende Tatsachen. Lebensmittel oder Arznei? Was bringen zugesetzte Vitamine, Pflanzenstoffe, Fettsäuren & Co. wirklich? Das Geschäft mit den Gesundheitsversprechen durchschauen. TRIAS, Stuttgart 2008, ISBN 978-3-8304-3430-6.
- mit Jörg Zittlau: Versteckte Dickmacher. Wie die Nahrungsmittelindustrie uns süchtig macht. Knaur, München 2009, ISBN 978-3-426-78119-7.
- mit Jörg Zittlau: Die Qualitätslüge. Einkaufen mit Nebenwirkungen. Knaur, München 2009, ISBN 978-3-426-78212-5.
- Wie ist das denn beim ersten Kind? Alles, was werdende Eltern wissen wollen. Knaur, München 2010, ISBN 978-3-426-78328-3.